# جزاع صحراوي
جزاع صحراوي أو ضفدع الصحراء (الاسم العلمي: Pelophylax saharicus) (بالإنجليزية: Sahara frog) ، يعيش في شمال افريقيا وشبه جزيرة الإيبيرية  .